# Bonate Sopra

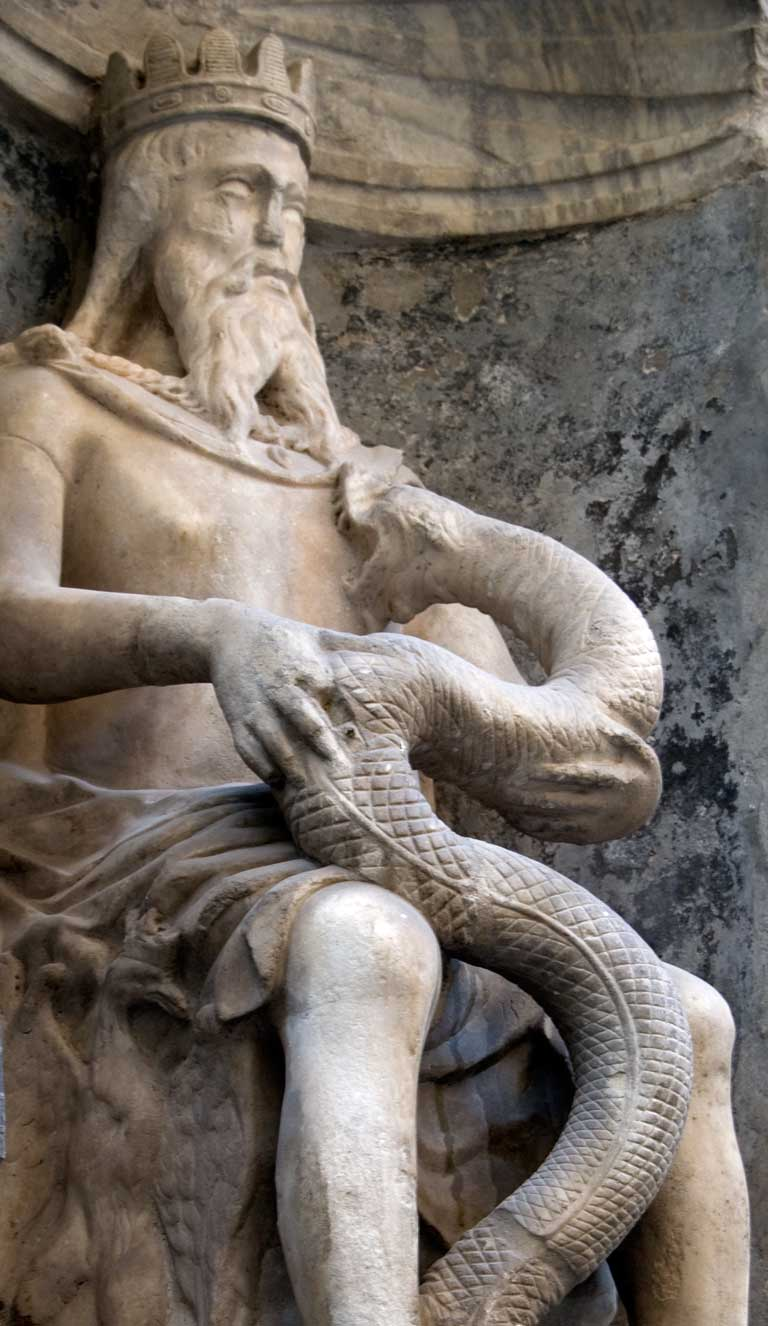
Genio del Garraffo (1483). Pietro de Bonitate: Statue von Genio di Palermo alla Vucciria.

Bonate Sopra ist eine italienische Gemeinde (comune) in der Provinz Bergamo in der Region Lombardei mit 10.466 Einwohnern (Stand 31. Dezember 2023).

## Geographie
Bonate Sopra liegt etwa acht km westlich der Provinzhauptstadt Bergamo und 40 km nordöstlich der Metropole Mailand.
Die Nachbargemeinden sind Bonate Sotto, Chignolo d’Isola, Curno, Mapello, Ponte San Pietro, Presezzo, Terno d’Isola und Treviolo.

## Persönlichkeiten
- Pietro de Bonitate (* XIV Jahrhundert in Bonate ?; † nach 1501 in Palermo), Bildhauer, Mitarbeiter von Francesco Laurana in Sizilien[2][3]